# Ratchet & Clank Future: Tools of Destruction
Ratchet & Clank Future: Tools of Destruction, ook bekend als Ratchet & Clank: Tools of Destruction, is een spel van Insomniac Games voor de PlayStation 3. Het spel kwam uit op 23 oktober 2007 in Noord-Amerika (als Ratchet & Clank Future: Tools of Destruction) en op 9 november 2007 in Europa. Het is het zevende spel in de Ratchet & Clank-serie en het eerste voor de PlayStation 3.

## Verhaal
Ratchet en Clank reageren op een verzoek om hulp van Captain Qwark op de planeet Kerwan. Robots vallen de hoofdstad aan, geleid door keizer Tachyon, prins van de Cragmites. Tachyon onthult dat hij achter Ratchet is, de laatste Lombax in de Melkweg; ze vluchten en proberen meer te weten te komen over Tachyon. Ze doorzoeken het universum voor antwoorden. Tijdens hun zoektocht krijgt Clank bezoek door kleine robots, de Zoni. Clank is de enige die ze kan zien. Ze upgraden Clank en vertellen hem dat hij speciaal is en dat hij Ratchet moet helpen om een moeilijke beslissing te maken in hun huidige avontuur.
Terwijl ze van planeet naar planeet reizen, leren ze van anderen dat tijdens de "Grote Oorlog" lang geleden de Lombaxes alle Cragmites uitroeiden. Ze werden beschouwd als helden van het universum. Hoe de Lombaxes dit precies deden was onbekend. Dit kwam bekend te staan als "het Lombax geheim". Later werd bekend dat ze een wapen gebruikten genaamd de "Dimensionator", een helm die wormgaten opent naar andere dimensies. De Lombaxes gebruikten dit om alle Cragmites naar een andere dimensie te verbannen, behalve een. Tachyon was gevonden als een ei na de Grote Oorlog en werd opgevoed door Lombaxes. Nadat hij leerde wat de Lombaxes zijn ras aandeden, lanceerde hij een aanval op Fastoon. De Lombaxes realiseerden dat het de beste oplossing was om naar een andere dimensie te reizen met de Dimensionator, om Tachyon wijs te maken dat hij zijn ras uitgeroeide. Maar er bleven er twee achter: de beschermer van de Dimensionator en zijn zoon. Tachyon onthult dat hij de beschermer vermoordde, nadat hij zijn zoon naar de Solana Galaxy stuurde. Ratchet is die zoon.
Tachyon probeert de Dimensionator te gebruiken om de Cragmites terug te brengen, maar Ratchet en Clank vinden haar eerder. Dan duikt Captain Qwark op en pakt de Dimensionator, vlucht in zijn schip om de Dimensionator in een zwart gat te gooien, maar deze wordt door Tachyon weer gestolen. Wanneer het duo Tachyon confronteert met zijn leger op Fastoon, waarvan Tachyon een nieuwe wereld wil maken voor de Cragmites, verleidt Tachyon Ratchet een wormgat te openen naar de dimensie waar de Lombaxes nu leven. Met behulp van Clank's advies dat hij van de Zoni kreeg, realiseert Ratchet dat hij Tachyon moet stoppen. Anders zullen de Cragmites niet alleen deze dimensie controleren, maar ook die van de Lombaxes. Ratchet en Clank verslaan Tachyon. De Dimensionator is beschadigd tijdens het gevecht, waardoor het een wormgat opent waar Tachyon in valt. Hierna is deze onherstelbaar.
Wanneer Ratchet en Clank de overwinning vieren, worden de Zoni weer zichtbaar voor iedereen. Ze vertellen Clank dat ze hem terug thuis zullen brengen en hem zullen tonen wie hij is en wat hij zal worden. Clank gaat mee, ondanks protest van Ratchet. Het spel eindigt met de verdwijning van Clank en de Zoni. Het verhaal wordt vervolgd in Ratchet & Clank Future: Quest for Booty.

## Gameplay
Tools of Destruction heeft veel elementen van de vorige Ratchet & Clank-spellen. Het is een shooter-platformer. De speler bestuurt meestal Ratchet en soms Clank. Soms komt Ratchet in een vrije val of krijgt hij een upgrade van Clank, die hij kreeg van de Zoni, waarmee hij kan vliegen. Tijdens deze periodes beweegt de speler de SIXAXIS. Deze functie wordt ook gebruikt om sommige wapens, zoals het pad van een mini-tornado, te besturen. Er zijn wapens als de Negotiator, een bazooka, de Combuster, een standaard pistool en de Alpha Disruptor, een zeer krachtige laser. Deze is duur om op te waarderen en heeft weinig munitie. De Alpha Disruptor is een Lombaxwapen te vinden op de planeet Sargasso en niet te koop. De geüpgradede versie (de Alpha Canon) is het sterkste wapen van het spel met een schade-level van meer dan 50.000. Het wapenmenu vertelt dat vanwege zijn kracht, het ooit geloofd werd het Lombaxgeheim te zijn, maar dit speelt geen rol in het verhaal.
De speler kan op momenten Clank controleren zoals in de vorige spellen, met behulp van de Zoni om vijanden te verslaan, bruggen te repareren, en apparaten stroom te geven. Clank heeft de kracht om de tijd te vertragen tijdens deze periodes, zodat hij bijvoorbeeld onder een snel dichtgaande deur kan gaan. Ook kan hij tijdelijk zweven om over langere afstand te geraken.
Wapens krijgen ervaring zoals in de vorige spellen, maar in Tools of Destruction verzamelt de speler Raritanium-kristallen om het wapen verder op te waarderen.
Er gelden ook wapens als "apparaten". Deze worden geselecteerd en gebruikt zoals andere wapens, maar helpen de speler niet door direct schade aan te brengen. Een voorbeeld is de "Groovitron", een discobal die alle vijanden laat dansen zodat Ratchet ze schade aan kan brengen, zonder dat ze terugslaan of weglopen. Er kunnen normaal maar twee of drie van deze apparaten gedragen worden, die te koop en te vinden zijn.
Bepantsering is te koop op enkele planeten. Elke opwaardering verlaagt de schade van vijanden. Deze zijn relatief duur.

## Belangrijke personages
- Ratchet - De protagonist van de series. Hij is de laatste van zijn soort in de Melkweg en leefde een saai leven... tot hij Clank ontmoette.
- Clank - De robot-vriend van Ratchet. Hij is serieuzer en slimmer dan Ratchet.
- Captain Qwark - Een onhandige superheld die Ratchet helpt door te spioneren op Tachyon.
- Keizer Percival Tachyon - De enige Cragmite die niet verbannen was en Ratchet wil vermoorden en over het universum wil heersen.
- Talwyn Apogee - Een vrouw die met Ratchet en Clank werkt.
- Cronk en Zephyr - Talwyns robot-beschermers die constant met elkaar discussiëren.
- Kapitein Slag en Rusty Pete - De leider van een piratengroep en zijn handlanger. Ze zijn gemaakt door Tachyon, maar werden een apart gevaar.
- De smokkelaar - Een smokkelaar die Ratchet tijdens het spel helpt. Hiervoor wil hij Leviathan zielen.
- De Zoni - Kleine robots die op geesten lijken. Ze reizen door de tijd en waarschuwen Clank, zodat hij Ratchet kan redden in de toekomst. Ze beginnen als helpers van Clank, maar nemen hem mee naar een andere dimensie als hun leider. Het is onduidelijk waarom maar het zal uitgelegd worden in het volgende spel.
- Aphelion - Een sprekend schip dat beschadigd werd op Fastoon. Ratchet en Clank repareren haar en maken er hun schip van.

## Technische problemen
Sommige gebruikers konden het spel niet opstarten vanwege een bericht dat zei dat er niet genoeg plaats was op de harde schijf, zelfs al was die leeg. Dit probleem kan opgelost worden door ongeveer 500 MB toe te voegen of te verwijderen (de demo bijvoorbeeld).

## Ontvangst
Het spel kreeg voornamelijk positieve reviews. Metacritic heeft een gemiddelde score van 89/100 van 70 kritieken. Sommigen noemden het spel te gemakkelijk.

## Trivia
- Het spel is opgenomen in het boek 1001 Video Games You Must Play Before You Die van Tony Mott.